# Молекулярне сито

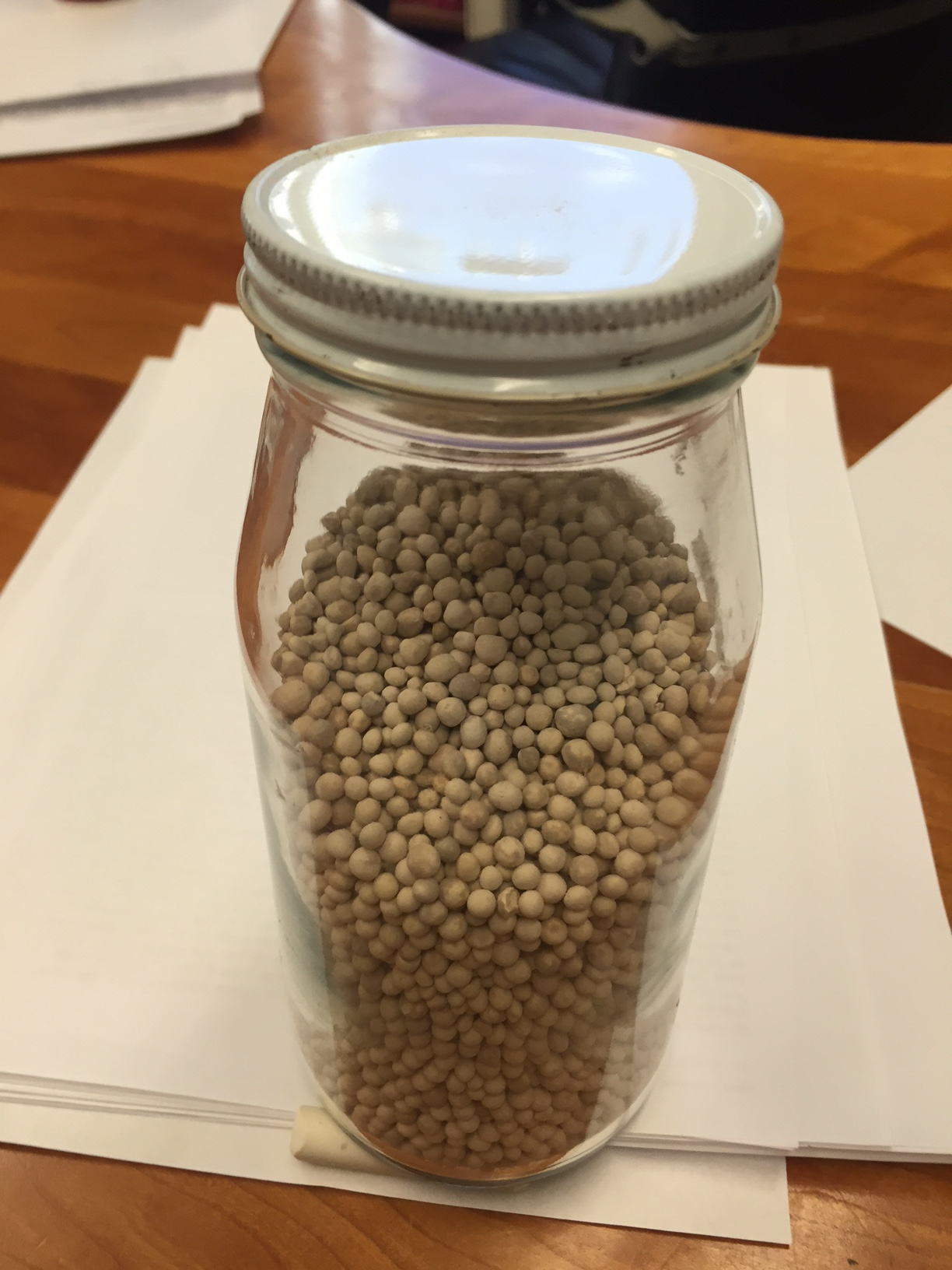
Пляшка з 4A молекулярним ситом.

Молекуля́рне си́то (рос. молекулярное сито, англ. molecular sieve) — сорбент регулярної кристалічної структури, здатний розділяти молекули за їхніми розмірами. В його структурі є багато порожнин, сполучених порами однакових розмірів (наприклад, цеоліти), а тому здатні абсорбувати достатньо малі молекули, які проходять через таку систему пор.
Сито використовується, зокрема, як зневоднювальний засіб у препаративних роботах та в хроматографії.